# Luz Granier
Luz Elena Granier Bulnes (Santiago, 26 de agosto de 1965) es una ingeniera comercial y política chilena, miembro del partido Renovación Nacional (RN). Entre 2013 y 2014 se desempeñó como subsecretaria de Servicios Sociales en el primer gobierno del presidente Sebastián Piñera.

## Primeros años de vida
Es hija de Luis Granier Sánchez de Loria y la abogada Luz Bulnes Aldunate, quién fuera miembro de la Comisión Ortúzar y del Tribunal Constitucional. Su padre falleció de cáncer cuando ella tenía once años. Es hermana de Luis Hernán Granier, abogado.
Estudió en el colegio Alianza Francesa hasta los doce años, cuando su madre la cambió al colegio Monjas Inglesas.
Cursó estudios superiores en la Universidad de Chile, donde se tituló de ingeniera comercial con mención en Economía.

### Matrimonio
Estuvo casada con Jorge Jofré, exsecretario ejecutivo de la Comisión Legado Bicentenario, quien falleció producto de un cáncer al páncreas en enero de 2013.

## Actividad profesional
En el ámbito privado, trabajó por más de diez años en AES Gener y en emprendimientos personales.
En 1997 se enfrentó con el empresario y entonces senador Sebastián Piñera, quién había encabezado la construcción del proyecto inmobiliario El Boldo, ubicado en la zona de los bosques nativos de Zapallar, balneario donde veraneaba desde niña. Finalmente, Granier y vecinos del lugar lograron detener la iniciativa. Mantuvo, pese a ello, una relación franca con Piñera.
En 2010 y 2012 fue distinguida como una de las 100 Mujeres Líderes por el diario El Mercurio.

## Carrera política
Su ingreso a la política se remonta a su época como estudiante universitaria, donde se involucró en las campañas para las elecciones de la FECh, forjando además amistades con futuros políticos como María Eugenia de la Fuente, Alberto Espina, Carlos Zepeda, y Felipe Guevara.
En la década de 1980 participó del Movimiento de Unión Nacional (MUN), y posteriormente fue parte del grupo de fundadores de Renovación Nacional (RN) en 1987. Dentro del partido se le considera cercana a su ala liberal, pero mantiene un trato cordial con Carlos Larraín, presidente de RN desde 2006, quien además había apoyado la campaña parlamentaria de su hermano Hernán Granier en 2001.  
Trabajo en las campañas presidenciales de Joaquín Lavín y Sebastián Piñera, así como en las campañas parlamentarias de Andrés Allamand.
En marzo de 2010 asumió como jefa de Gabinete del entonces ministro de Minería, Laurence Golborne, a quien ya conocía desde que trabajaron juntos en AES Gener. Este cargo que extendió a la cartera de Energía cuando el secretario de Estado asumió como biministro en enero de 2011. Luego siguió como jefa de Gabinete de Golborne en el Ministerio de Obras Públicas, hasta que él dejó el gabinete en noviembre de 2012 para asumir una precandidatura presidencial apoyado por la UDI.
Durante la campaña para la primaria presidencial de la Alianza a llevarse a cabo en 2013, y pese a ser militante de RN, se desempeñó como coordinadora general del comando de Golborne, hasta que éste decidió bajar su candidatura en abril de 2013. 

### Subsecretaria
Fue nombrada por el presidente Sebastián Piñera como Subsecretaria de Servicios Sociales en reemplazo de Loreto Seguel, quien había asumido como ministra del SERNAM. Ejerció el cargo hasta el final de la administración.